# Четвертинский, Борис Антонович
Князь Борис Антонович Четвертинский  (1784—1865) — полковник русской армии из польского рода Святополк-Четвертинских, участник Наполеоновских войн, впоследствии управляющий Московским конюшенным отделением, обер-шталмейстер; владелец подмосковной усадьбы Филимонки. Родной брат известных красавиц М. А. Нарышкиной и Ж. А. Вышковской, к которым были неравнодушны Александр I и его брат Константин Павлович, соответственно.

## Биография

### Детство
Сын князя Антония-Станислава Святополк-Четвертинского, родился в 1784 г. в Пшемысле, где его отец был каштеляном. Именным Высочайшим указом от 11 ноября 1792 г. князь Борис Четвертинский был записан в лейб-гвардии Преображенский полк.
Во время восстания Костюшко в 1794 г., отец его был повешен поляками на глазах семьи за приверженность к России. В осиротелом семействе приняла живое участие императрица Екатерина. Она немедленно пожаловала вдове 1500 душ крестьян в Литве, в Гродненской губернии, а детей выписала в Санкт-Петербург, призрела и облагодетельствовала сирот. Обе дочери были сделаны фрейлинами и помещены во дворце, а молодой князь Борис был определён в кадетский корпус, откуда 1 января 1796 г., несмотря на свои ещё почти весьма молодые годы, был выпущен подпоручиком в Преображенский полк.

### 1800-е годы
В 1801 году Четвертинский ранил на дуэли А. И. Рибопьера, серьёзных санкций не последовало. Затем он быстро подвигается в чинопроизводстве. 6 ноября 1803 г. он вышел в отставку уже с чином полковника. Милости двора не прекращались и при воцарении Александра; при последнем это были отношения почти родственные, поддерживаемые исключительною благосклонностью императора Александра к его сестре, Марье Антоновне.
18 июня 1805 г. Четвертинский поступил снова на службу, теперь в лейб-гвардии Гусарский полк. В это время, несколько отдалившись от сестры, он жил почти безвыездно со своим эскадроном в Царском Селе. Но лишь только начались Наполеоновские войны, он решил принять участие в них, и его участие в кампаниях, начиная с 1805 г. и до самого выхода в отставку в 1813 г., можно назвать блистательным.
В кампании 1805 г. Четвертинский состоял при графе Голенищеве-Кутузове и 12 января 1806 г. он, в чине полковника Павлоградского гусарского полка, награждён орденом св. Георгия 4-й степени (№ 633 по кавалерскому списку Судравского и № 1633 по списку Григоровича — Степанова)
В воздаяние отличного мужества и храбрости, оказанных в сражениях против французских войск, где 24 октября при м. Этингене появившуюся неприятельскую кавалерию с эскадроном мужественно опрокинул и тем обеспечил наш правый фланг, равно и во все время сражения поступал неустрашимо и подавал пример подчиненным к сильному сопротивлению; ноября 4 при Шенграбене, имея в команде своей два эскадрона гусар, закрывал ретираду всей кавалерии и 8 при Рауснице, командуя гусарскими и казачьими отрядами, неприятельские нападения отражал с великим уроном.
24 февраля того же года он получил золотую саблю с надписью «За храбрость». В кампании 1807 г. Четвертинский числился в Александрийском гусарском полку и находился при фельдмаршале графе Каменском. 20 мая 1807 г., за отличие при Фридланде, Четвертинский был удостоен прусского ордена «Pour le Mérite», и 21 сентября того же года пожалован орденом св. Владимира 3-й степени, 20 мая 1808 г. — св. Анны 2-й степени.
После этих военных подвигов Четвертинский 11 февраля 1810 г., снова оставил службу, несмотря на убеждения великого князя Константина Павловича и на желание самого императора удержать его на службе. Отставка его и в этот раз была непродолжительна.
Отечественная война с Наполеоном вызвала сильный подъём патриотического духа; начались пожертвования на сформирование ополчения, и одним из крупных жертвователей был граф Дмитриев-Мамонов, на средства которого образован был особый полк. 1 июля 1812 г. командиром этого полка, который был назван 1-м конным казачьим полком, император назначил князя Б. А. Четвертинского (в сражении эскадроном командовал ротмистр В. А. Насакин). По изгнании Наполеона князь Четвертинский снова удалился в отставку (16 июля 1813 г.).
22 августа 1827 года пожалован придворным званием «в должности шталмейстера» двора Его Величества с чином действительного статского советника, 6 апреля 1835 года произведён в шталмейстеры, а на коронацию императора Александра II 26 августа 1856 года — в обер-шталмейстеры; был управляющим Московским конюшенным отделением.

### Смерть
Последние годы своей жизни князь Четвертинский прожил в Москве, в казённом доме у Колымажного двора (Шталмейстерский дворец), где и скончался 23 января 1865 г.; похоронен в своём подмосковном имении Филимонки.

Много раз встречал я в петербургских гостиных этого красавца, молодца, опасного для мужей, страшного для неприятелей, обвешанного крестами, добытыми в сражениях с французами. Я знал, что сей известный гусарский полковник, наездник, долго владевший женскими сердцами, наконец сам страстно влюбился в одну княжну Гагарину, женился на ней и сделался мирным жителем Москвы.— «Записки» Вигеля

## Личная жизнь
С 8 января 1811 года был женат на княжне Надежде Фёдоровне Гагариной (1792—1883), дочери известной княгини П. Ю. Гагариной и сестре В. Ф. Вяземской. Её отец был убит в Варшаве почти одновременно с отцом её мужа. По словам современницы, мадам Четвертинская была «прелестна и имела большой успех в свете, будучи очень красивой, она нисколько этим не жеманничала, манеры её были благородны и изящны». Была счастлива в браке. «Кто кого более любил, муж или жена? Право сказать не могу», — отмечал Вигель. 30 августа 1857 года была пожалована меньшим крестом Ордена Св. Екатерины, а в 1877 году назначена статс-дамой. Была уважаема при дворе и до самых последних лет не пропускала ни одного случая, чтобы не появиться там. После смерти мужа, постоянно жила в Москве в подаренном ей казённом доме у Колымажного двора. В браке было шесть дочерей и три сына:
- Борис (1811—1862)
- Надежда (1812—1909), замужем за князем А. И. Трубецким (1806—1855).
- Фёдор (1814—1831)
- Елизавета (1815—1869), замужем за бароном А. Г. Розеном (1812—1874).
- Прасковья (1818—1899), замужем за князем С. А. Щербатовым (1804—1877), у них сын Николай и дочь Прасковья.
- Мария (15.03.1819[4]—20.12.1862), скончалась от тифозной горячки в Париже. Похоронена в Москве.
- Вера (1820—08.12.1894[5]), фрейлина двора, не замужем; в 1890 году основала в имении Филимонки Князь-Владимирский женский монастырь.
- Владимир (1824—12.11.1859), состоял адъютантом у московского генерал-губернатора, по отзыву современника, внешне был очень красивый собой, но совершенно пустой и ходок по женщинам. Был женат на первой московской красавице на двоюродной племяннице графине Ольге Николаевне Гурьевой (1830—08.06.1855), дочери Н. Д. Гурьева. Оба супруга умерли совсем молодыми от чахотки. Похоронен в Париже на Монмартре.  Их сын, Борис Владимирович, получил в приданое за женой, Верой Александровной Казаковой, подмосковное село Успенское.
- Наталья (1825—1906), фрейлина, замужем за князем Д. Ф. Шаховским (1821—1863), сыном декабриста Ф. П. Шаховского; основательница Александровской общины сестёр милосердия «Утоли моя печали».

## Награды
- Орден Святого Георгия 4-й ст. (1806)
- Золотое оружие «За храбрость» (1806)
- Орден «Pour le Mérite» (Пруссия) (1807)
- Орден Святого Владимира 3-й ст. (1807)
- Орден Святой Анны 2-й ст. (1807)
- Орден Святого Станислава 1-й ст. (1837)
- Орден Святой Анны 1-й ст. (1839; императорская корона к этому ордену пожалована в 1841)
- Орден Святого Владимира 2-й степени (1845)
- Орден Белого орла (1849)